# Кулінченко Віктор Павлович
Віктор Павлович Кулінченко (рос. Виктор Павлович Кулинченко; нар. 1913 — пом. ?) — радянський футболіст, воротар.

## Життєпис
До початку проведення чемпіонату СРСР серед клубів грав за «Комунальник» Ростов-на-Дону (1930-1931), «Серп і Молот» Харків (1932-1934), «Буревісник» Ростов-на-Дону (1934). У 1937 році виступав за «Буревісник» у розіграші Кубку СРСР. Перебував у складі ростовської армійської команди (1937-1938). У 1938 році провів 12 матчів у чемпіонаті СРСР за «Динамо» (Ростов-на-Дону), у 1939 році «» 12 матчів у групі «Б». У 1940 році зіграв 12 матчів у чемпіонаті за «Стахановець» (Сталіно). В анульованому через Німецько-радянську війну чемпіонаті 1941 року зіграв два матчі у складі харківського «Спартака».